# Ајзкраукле
Ајзкраукле (лет. Aizkraukle, рус. Айзкраукле) је један од значајних градова у Летонији. Ајзкраукле је седиште истоимене општине Ајзкраукле.

## Географија
Ајзкраукле је смештен у средишњем делу Летоније, у историјској покрајини Видземији. Од главног града Риге град је удаљен 100 километара југоисточно.
Град Ајзкраукле се сместио у равничарском подручју, на приближно 80 метара надморске висине. Град се развио на десној обали реке Западне Двине.

## Историја
Први помен Ајзкрауклеа везује се за истоимени средњовековни замак, који је постојао на датом месту у време владавине Тевтонаца. Међутим, данашњи град је младо насеље, плански изграђено 60-их и 70-их година 20. века. Град је добио градска права 1967. године.

## Становништво
Ајзкраукле данас има мање од 9.000 становника и последњих година број становника стагнира.
Матични Летонци чине већину (70%) градског становништва Ајзкрауклеа, док остатак чине махом Руси (25%).

## Партнерски градови
- Тчев
- Кишкунхалаш